# Römisches Straf- und Strafverfahrensrecht
Das Straf- und Strafprozessrecht der römischen Antike unterlag verschiedenen Entwicklungsstufen. Zurückreichend bis zu den Zwölf Tafeln der frühen Republik im 5. Jahrhundert v. Chr., war das Strafrecht privatrechtlicher Natur. Nur ausnahmsweise wurden politisch bedeutsame Fälle öffentlich-rechtlich vor den Zenturiatskomitien verhandelt (Hochverrat) und nach entsprechendem Urteil vollstreckt. Selbst vorsätzlich begangene Kapitalverbrechen (Mord) wurden durch die verletzte Verwandtschaft verfolgt und im Wege privater Rache gesühnt. Ein Gericht stellte nur fest, ob der Vorgeführte der Täter war, die Maßnahmen zur Tötung oder zur Sklaverei übernahm der Familienverband. Kleinere Delikte waren stets Angelegenheiten für private Regelungen. Bis in die klassische Zeit blieben privatstrafrechtliche Sanktionen für kleinere Delikte (etwa Diebstahl) erhalten.
Im 3. Jahrhundert v. Chr. setzte die eigentliche Kriminaljustiz mit einem harten polizeilichen Sanktionsapparat gegen beispielsweise Brandstifter, Diebe oder Giftmischer ein. Das Amt der tresviri capitales gegen Angehörige der Unterklasse und Sklaven wurde eingerichtet, häufig wurde die Todesstrafe verhängt. Das Strafrecht wurde aus dem Zivilrecht (ius civile) ausgegliedert, denn das alte Instrumentarium reichte zur Verteidigung der Interessen der römischen Bevölkerung, die stark angewachsen war – Rom war Großstadt geworden und die Märkte pulsierten – nicht mehr aus. Strafhaft gab es in der Antike nicht, aber die Gerichtsmagistraten – in der Hauptsache Prätoren – nutzen Untersuchungsgefängnisse für Zwangsmaßnahmen (coercitio). Die Beamtenjustiz unterlag im 2. Jahrhundert v. Chr., bedingt auch durch hellenistische Einflüsse, einem weiteren Wandel als sich die größeren Geschworenengerichtshöfe herausbildeten. In der Zeit des Rechtsreformers Sullas entstanden mehrere ständige Schwurgerichte (quaestiones), vor denen jedermann klagen konnte (iudica publica). Damit war die Unterscheidung zwischen privatem und öffentlichem Recht endgültig vollzogen, private Einflussnahme auf die öffentlichen Verfahren, die meisten Straftaten wurden mittlerweile vom öffentlichen Interesse aufgesogen, nicht mehr möglich.
Im Prinzipat wandelte sich das behäbige Quaestionenverfahren schrittweise zum einheitlicher und schneller geführten kaiserlichen Beamtenprozess. Zuständigkeitshalber nahmen Präfekten den Vorsitz in den Verfahren der Kriminalgerichte ein. Die Verfahren wurden härter geführt, die Sanktionen fielen härter aus, Prügelstrafen, Zwangsarbeit, (zwischenzeitlich sogar) Folter und nun auch Gefängnisstrafen etablierten sich. Etlichen Aufschluss geben die spätantiken Digesten und der Codex Justinians. Die Juristen der Klassik des 2. Jahrhunderts n. Chr. beanstandeten diese praktischen Methoden, denn sie waren – als Nachfolger der ehemaligen pontifikalen Jurisdiktion und Deutungshoheit – um eine von Tugenden geprägte Wissenschaft der Strafdisziplin bemüht, ein Strafrecht, das im Rahmen der hergebrachten Sittenvorstellungen und deren Auslegung (interpretatio) sich arrangieren sollte. Gleichwohl einige rechtsstaatliche Elemente bereits aufschimmerten, so Grundsätze wie in dubio pro reo, wurde das Strafrecht weit weniger intensiv betrieben als das Zivilrecht. So formulierten die prudentes auch keine allgemeinen Lehren aus, die der Nachwelt vorlägen. Während der absolutistisch geprägten Spätantike entfaltete sich das Prinzip des Beamtenprozesses dann vollständig. Die Strafprozesse verloren, nach Erreichen ihres Höhepunktes noch im Prinzipat angestoßen, zunehmend ihre politische Bedeutung, vermehrt rückte stattdessen die Strafrechtspflege zugunsten des Delinquenten in Form der Strafverteidigung in den Vordergrund.
Ab dem 12. und 13. Jahrhundert bildete sich durch die Arbeiten der Konsiliatoren und die noch frühere Einflussnahme der Moralvorstellungen von Kanonikern eine Strafrechtspraxis heraus, die sich ab dem italienischen Spätmittelalter als eigenständige Strafrechtswissenschaft bezeichnen lassen darf. Dieses Strafrecht wurde in Deutschland rezipiert und in der Folge sehr selbständig weiterentwickelt.

## Historische Einbettung
Strafrechtlicher Ausgangspunkt in vielen Gesellschaften war – im öffentlich-rechtlichen Kontext – die sakrale Strafe. Verhängt wurde sie, wenn gegen mythologische und kultische Ordnungen verstoßen wurde und bei frevelhaften Verfehlungen gegenüber den Göttern. Im privaten und gesellschaftlich-sozialen Bereich kompensierten die Menschen Missachtungen der Friedensordnung über die Sippen- und Stammesverbände. Rechtsfolgen waren die Blutrache oder in leichteren Fällen Friedens- und Sühnegelder. Derartige Maßnahmen richteten sich gegen Außenstehende, die in die Sphäre einer Sippe, eines Stamms oder einer Familie eingriffen. Im Innenverhältnis eines Verbandes wurde zur Friedloslegung (Ausstoßung) oder zu körperlichen Repressalien gegriffen. In Rom entwickelte sich die Vorstellung, dass Recht (ius) und Religion (fas) aufzutrennen waren, wobei man sich bewusst darüber war, dass sich der gesellschaftliche Verhaltenskodex nur über den göttlichen herleiten konnte (pax deorum). Das altrömische Recht schützte diese archaische Rechtsordnung unbedingt. Im Rahmen von ius kamen im Bereich der Privatdelikte die delicta privata und das furtum als Tatbestandsformen auf, die begannen, das das Prinzip des Sühnevertragswesens zu verdrängen. Bußsätze wurden festgelegt, Strafeffekt und Abschreckung wurde dadurch gesteuert, dass ein Mehrfaches des Schadens zu ersetzen war. Öffentliche Straftaten (crimina publica) entwickelten sich auch aus der sakralen Sphäre, weil diese stets die gesellschaftliche Gesamtheit betrafen. Das galt für Hochverrat (perduellio) oder Mord an Stammesgenossen (parricidium). Öffentliche Straftaten waren Verbrechen gegen die Allgemeinheit, gegen Volk und Staat an sich. Zu den Privatdelikten zählten Verletzungshandlungen gegenüber dem Einzelnen und der Familie sowie des Vermögens, anfänglich sogar noch Mord.
Bis in die 1950er Jahre war das Bild der Entwicklungsgeschichte des römischen Strafrechts durch Theodor Mommsen geprägt und dessen Standardwerk aus dem Jahr 1899. Jochen Bleicken und Wolfgang Kunkel kamen in einigen Punkten zum „Strafverfahren“ zu abweichenden Schlussfolgerungen. So nimmt man heute an, dass die Bedeutung der öffentlichen Straftaten während der Zeit der römischen Republik noch sehr gering war und auf wenige Tatbestände – wie oben bereits angedeutet: Hoch- und Landesverrat, die im Perduellionsverfahren (Duumviralverfahren) geführt wurden – beschränkt war (vergleiche insbesondere als Sonderfall das von Caesar gegen Rabirius angestrengte Verfahren). Öffentliche Verfahren wurden nur ausnahmsweise geführt. Strafen waren Angelegenheit des Privatrechts, organisiert durch den Verletzten selbst oder dessen Sippe, geprägt durch das Racheprinzip. Selbsthilfe war ein kardinales Merkmal der römischen Strafverfolgung. Die Sanktionen für öffentliche und private Delikte unterschieden sich indes kaum, gleichermaßen drohten Tod, Talion und Wiedergutmachung durch Vermögensopfer.
Im Laufe der Kaiserzeit erweiterte sich der Kreis der durch den Staat mit seinen Zwangsmitteln bekämpften Unrechtshandlungen. Öffentliches Strafrecht gewann dabei im gleichen Maße an Bedeutung, wie die private Strafverfolgung umgekehrt tendenziell in den Hintergrund trat. Ausschlaggebend dafür war ein Wandel des Strafprinzips. Vergeltungsakte in Form von Rache durch den Verletzten oder dessen Sippe trafen nicht mehr den Nerv einer sich zunehmend komplexer gestaltenden Gesellschaft, deren imperiale und großwirtschaftliche Bestrebungen mit dem Prinzip der Schadenskompensation in Geld vorliebnahmen.
Flankiert wurde dieses frührömische Strafrecht durch ein zunächst einheitlich organisiertes, ab der Zeit des Zwölftafelgesetzes dann zweigeteilt durchgeführtes Prozessverfahren, die so genannten Legisaktionen. Im Zwölftafelgesetz waren Spuren strafrechtlicher Ordnungsvorschriften angelegt. Der Gerichtsmagistrat und der Richter pflegten bei der Prozesseröffnung (in iure) und dem anschließenden Prozess (apud iudicem) ein Handeln im Ritual und nach festen Spruchformeln. In seiner Weiterentwicklung glichen die Verfahren häufig „Prozesswetten“. Der in der späten Republik eingeführte Formularprozess säkularisierte das Gerichtswesen, indem er die rituellen Züge des Klagverfahrens einschränkte und eine systematische Prozessagenda schuf. Die bürokratische Zentralisierung der kaiserlichen Verwaltungsarbeit der Spätantike brachte es mit sich, dass sich im Prozess das Kognitionsverfahren durchsetzen konnte, das zu einem einheitlichen Verfahren zurückfand und von einem beamteten Richter geführt wurde.

## Römische Republik

### Frühe Republik
Christian Reinhold Köstlin, Dichter- und Strafjurist der ersten Hälfte des 19. Jahrhunderts, stellte fest, dass antikes römisches Strafrecht, entgegen der heute üblichen Dogmatik, begrifflich nicht besetzt war. Er begründete die Auffassung, dass Zivil- und Privatstrafrecht ineinanderflossen, denn es habe an einer rechtssystematischen Bestimmung des Strafrechtscharakters gefehlt. Der pater familias habe allein aufgrund seiner umfangreichen Autorität bestimmt, ob und wie Vergeltungsmaßnahmen vorzunehmen seien und wann und wie Gerichtsbarkeit ausgeübt würde. Der antike Staat habe sich dergestalt in seinen Bürgern verkörpert, ein allgemeiner Wille habe sich gleichsam aus dem Willen der „freien Person“ gespeist. Und weil sich der römische Staat aus solcher Abstraktion zusammengesetzt habe, habe der Rechtsanwender zu Zeiten von Königszeit und Republik um einen identitären Schutzwillen gewusst.
Rache war in Rom oft ungeschliffen und roh, diente der „Wieder-Vergeltung“. Ihren Ursprung hatte das Prinzip wohl im Sakralrecht. Es wird vermutet, dass als frühe Vorstufe des Racheprinzips Kollektivrachen des Verbandes des Verletzten am Verband des Delinquenten waren und Sippenfehden ausgetragen wurden. Die „Aufrechterhaltung des Ansehens“ des Verletzten und dessen Sippe standen als Schutzzweck im Vordergrund. Inwieweit bereits andere Strafzwecke – etwa die „Besserung“ des Delinquenten oder „Abschreckung“ für die Allgemeinheit – eine Rolle spielten, kann mit Gewissheit nicht gesagt werden. Diverse Textsequenzen Senecas wurden gelegentlich dahingehend interpretiert. Als Ideal habe Seneca die gerechte „Genugtuung“ vorgeschwebt, schwierig zu beurteilen, weil innere wie äußere Momente eines Verbrechens in die Betrachtung einzubeziehen sind. Jedenfalls entwickelte sich das Prinzip der Anklage vor dem Volksgericht. Julius Abegg unternahm den Versuch, die Strafzwecke in Kategorien zu fassen. Der Familienhausvater habe zum Schutz seines Verbandes bei individuellen Rechtsverletzungen Talionsrecht ausgeübt. Allgemein gefährliche Handlungen wurden hoheitlich verfolgt, unterlagen dem Prinzip öffentlicher Buße. Die mit dem Privatstrafrecht konkurrierenden öffentlichen Strafprozesse nahmen während der strafrechtlichen Entwicklungsgeschichte Roms zu.
Mitte des 5. Jahrhunderts v. Chr. schuf sich das junge römische Rechtswesen einen legislatorischen Höhepunkt, der seine Wirkung für Jahrhunderte entfalten sollte: die Schaffung des Zwölftafelgesetzes. Dessen Prägung war ausgesprochen zivilrechtlich, strafrechtliche Regelungen wurden bestenfalls beigemischt. Das Gesetz entsprang den Gepflogenheiten eines weithin bäuerlichen Gemeinwesens.

#### Crimenunddelictumin der Zwölftafelgesetzgebung
Sehr unterschiedliche Einflüsse wirkten auf die XII Tafeln ein. Besonders großes Gewicht hatten die griechische Philosophie und Strafjurisdiktion der Rechtsreformer Drakon (Stichwort: „drakonische Strafe“) und Solon. Aber auch die hergebrachten spätetruskischen Einwirkungen und frührömisches Gewohnheits- und Sakralrecht hinterließen ihre Spuren. Bewahrt und weitergetragen wurden die gewohnheitsrechtlichen Vorstellungen um die göttliche Ordnung von der patrizischen Oberschicht und den hohen Priestern, den Pontifices. Die archaischen Vergeltungsmaßnahmen der Selbstjustiz und Privatrache (delicta) waren das strafrechtliche Leitbild. In welcher Weise die legendären Königsgesetze (leges regiae) davon geprägt gewesen sein mögen, muss offen bleiben, denn solche sind nicht überliefert. Ebenso unklar ist, welchen Einfluss die von den Göttern vorgegebene Ordnung auf die pontifikale Praxis hatte, auf der der Normensatz des ius papirianum beruhte.

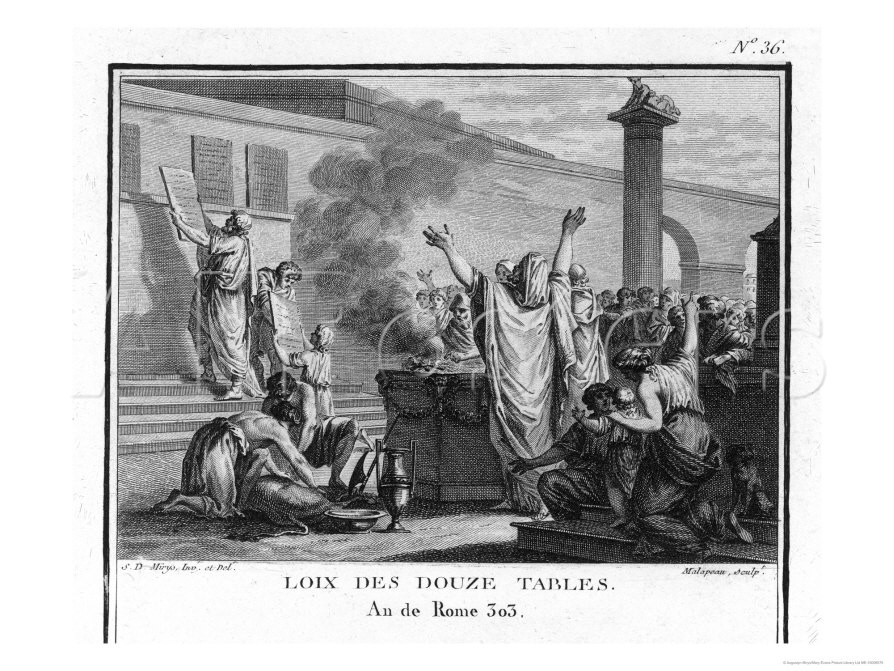
Anbringung der XII Tafeln

Strafrecht war Privatsache. Ein staatliches Interesse an einer Strafverfolgung bestand ursprünglich nur in kapitalen Ausnahmefällen, so etwa bei Landes- oder Hochverrat (perduellio), bei Amtserschleichung (ambitus) oder Überschreitungen der Amtsgewalt (maiestas laesa). Im Fokus des Schutzes der Allgemeinheit standen zudem noch die Unterschlagung öffentlicher Gelder (peculatus), die Fälschung von Münzen und Urkunden, der Meineid (falsum) und besonders schweren Verfehlungen im Sakralrechtswesen. Tief verwurzelt in der römischen Gesellschaft, war das Sakralrecht Bestandteil des mos maiorum. Delikte mit sakralrechtlichem Charakter waren der Tempelraub (sacrilegium), die Beschimpfung der Vestalinnen, vorsätzliche Brandstiftung, Verwandtenmord, Giftmischerei oder Zauberei. Sie wurden als gemeinwohlschädlich eingestuft und wurden bereits vor den XII Tafeln als Verbrechen (crimen) staatlicherseits geahndet.
In der historisch erfassbaren Zeit, im Anschluss an die Königszeit, sind Privatrache und theokratisches (sakrales) Strafwesen feststellbar. Ausdruck dessen sind die Bestrafung gedankenlos begangenen Totschlags (homicidium imprudentia commissum), die Unzucht der Vestalinnen (caput velatum) oder das Sühneopfer des Horatiers. Sakralstrafrecht war nicht dem Einzelnen überlassen, denn es entzog sich seiner Sanktionskompetenz, war Angelegenheit der Allgemeinheit, personifiziert allein durch einzelne Götter, die als Gralshüter die heiligen Verhältnisse und Institute überwachten. Die Funktion der Strafe für öffentliche Verbrechen unterschied sich von der der Verletzung privater Delikte grundsätzlich nicht. Lediglich die Träger der ausgeübten Zwangsgewalt, einerseits die Gemeinschaft, andererseits der Einzelne, unterschieden sich. Den Sanktionen lagen Buß- und Straffunktion zugrunde. Wurden Geldstrafen gefordert, fielen die Strafzahlungen an das Aerarium des römischen Volkes. Buße hingegen hatte Genugtuungsfunktion für erfahrenes Unrecht.

#### Tatbestände, Prozess, Strafe und Strafmaß
Das Zwölftafelgesetz hob auf die privaten Belange der Bürgerschaft ab, nicht auf das Strafrecht. Straftatbestände waren den Tafeln VIII und IX zu entnehmen. Von Tafel IX sind nur physische Fragmente erhalten geblieben, keine Hinweise hingegen zum Wortlaut, weshalb ungesichert ist, was darauf festgehalten war. Die rechtshistorische Forschung geht davon aus, dass straftatbestandliche Verewigungen weit rarer waren, als sie in der Lebenswirklichkeit eine Rolle spielten. Mord soll ohne ausdrückliche Strafandrohung ausgekommen sein. Die Sühnung im Wege der Blutrache wird bei Marcus Antistius Labeo, einem angesehenen Juristen der augusteischen Zeit, als selbstverständlich erachtet. Wohl bereits aus der Königszeit stammt eine Satzüberlieferung: Si qui hominem Liberum dolo sciens morti duit, parricidas esto. Mörder war demnach nur, wer vorsätzlich einen freien Mann getötet hatte.  Fahrlässige Tötungsdelikte wurden durch die Opfergabe eines Widders, den Sündenbock symbolisierend, geahndet, gleichsam ein Surrogat für die Rache. Es wurden Versuche unternommen, den Grundsatz des „strafrechtlichen Analogieverbots“ (nullum crimen sine lege) aus dem römischen Recht herzuleiten. Nach überwiegender Auffassung kann ein Nachweis nicht erbracht werden, weil die Möglichkeit zur Auslegung von Tatbeständen (durch die interpretatio iuris der Pontifikaljurisdiktion und die interpretatio prudentium durch die klassischen Juristen) bis zur Zeit der Severer bestand.
Der im Vorverfahren des Prozesses vorgeführte Täter wurde vom zuständigen Gerichtsmagistraten, dem Prätor, empfangen. Der sollte Geständnisse abnehmen und prüfen, ob die Tat nicht bereits offenkundig war. Der Tatvorwurf wurde anschließend in der eigentlichen Gerichtsverhandlung vor dem Richter (iudex) verhandelt. Leichtfertigkeit bei der Urteilsfindung war inopportun, weil dem Angeklagten Blutrache drohte und stets die Gefahr bestand, dass der Vorwurf auf die Sippe zurückfiel. Gelang es dem Täter, sich Verurteilung und Strafe durch Flucht zu entziehen, musste er sich ins Ausland (exilium) absetzen, denn auf dem ager Romanus galt er zeitlebens als geächtet und durfte diesen – wegen jederzeit drohender Todesgefahr – nicht mehr betreten. Proskribierte Personen wurden zum öffentlichen Gefallen namentlich auf Todeslisten ausgeschrieben, dies zur Brandmarkung und häufig gegen attraktive Belohnung.

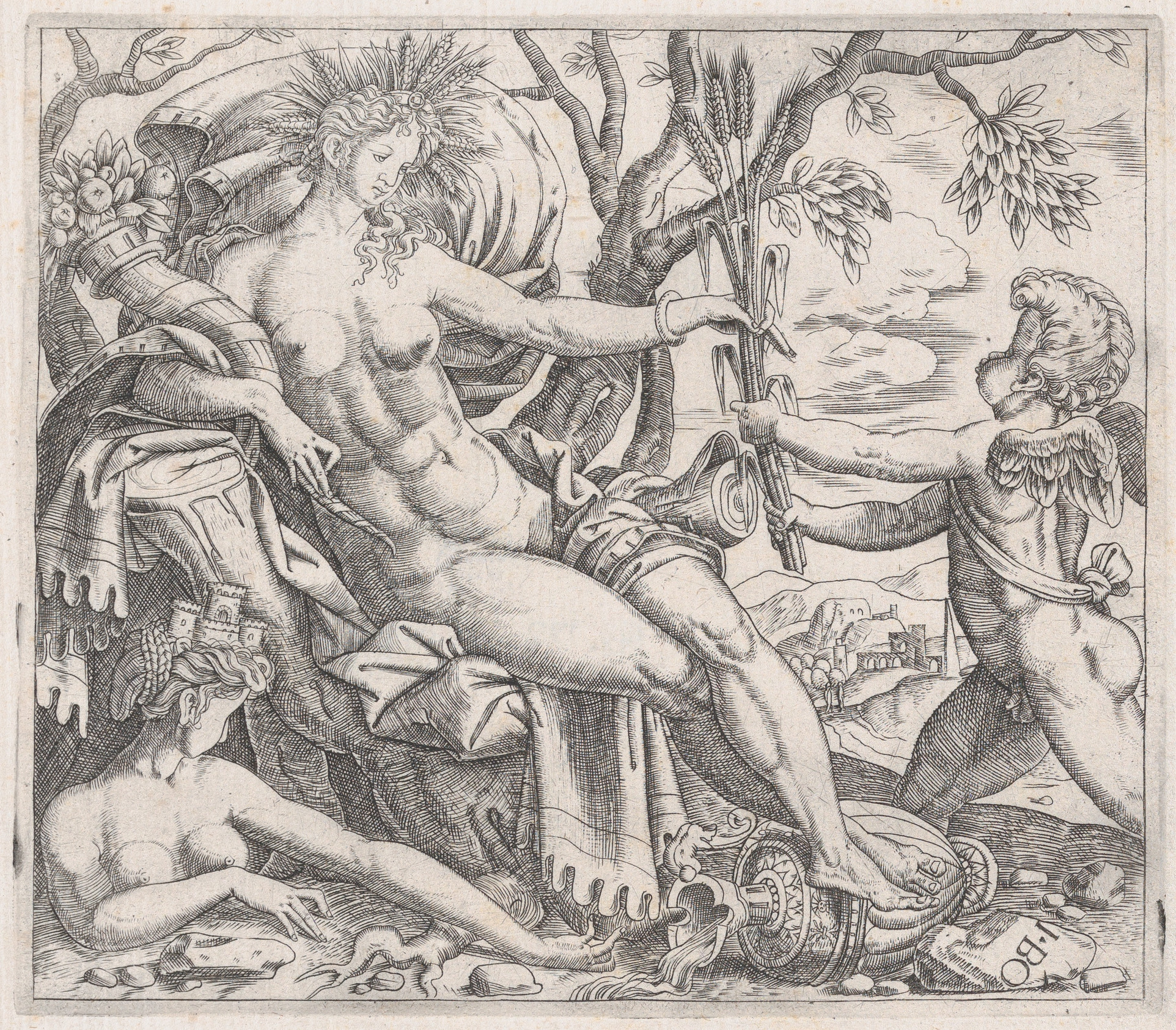
Ein Putto überreicht Ceres Korn (Radierung, 16. Jhd.)

Andere Straftaten wurden schriftlich fixiert. Ausweislich der Tafel IX stand auf Richterbestechung beispielsweise die Todesstrafe. In diesem Fall war zwingend die Durchführung eines Gerichtsverfahrens vorgegeben. Opfergaben genügten nicht, die Strafe der sacratio capitis verlangte nach mythischer Sitte Menschenopfer. Einem bestimmten Gott geweiht, war seine Tötung rechtens. Die Tradition der Gottesbestimmung mag auch der Grund gewesen sein, warum Verbrechen und Sanktion häufig spiegelbildlich zueinander waren. Der Brandstifter sollte verbrannt, der nächtliche Erntedieb an einem der Erntegöttin Ceres geweihten Baum aufgehängt werden. Das Vermögen des Delinquenten wurde überdies eingezogen und in häufigen Fällen der Gesetzgeberin und Göttin Ceres gewidmet.
Unter Marcus Fulvius Nobilior kam – neben den besonders entehrenden Todesstrafen durch Verbrennung bei lebendigem Leib (vivicombustio) und durch Kreuzigungen – die Leidenschaft für öffentliche Tierhetzen auf. Mit der politischen und militärischen Expansion der Republik war es Usus geworden, wilde Tiere für Einsätze in den Arenen zu präsentieren. Tierhetzen galten zunächst nicht Verbrechern im Rahmen des zivilen Strafrechts, sondern nicht-römischen Verrätern, Überläufern und Deserteuren im Rahmen des Kriegsrechts. Kriegsrechtliche Bestienstrafen sollten Bedeutung bis in die Spätantike gehabt haben, wenngleich abklingend. Um die Mitte des 1. Jahrhunderts v. Chr. zog die Bestienstrafe dann in die Strafjustiz ein, früh beschrieben von Seneca, zunehmend häufiger im Gebrauch aber erst unter den Kaisern Caligula, Claudius und Nero. Häufig entzogen sich die verängstigten Delinquenten den Strafen durch Suizid.
Ein auf frischer Tat zur Nachtzeit ertappter Dieb (fur manifestus) durfte vom Bestohlenen kraft Gesetzes sofort getötet werden (Tafel XII tab. 8,6). Analoges galt, wenn ein bewaffneter Dieb im Haus des Bestohlenen zu Tagzeiten gefasst wurde (Tafel XII tab. 8,7). Der Hausherr, der während der Festnahme laut die Nachbarn zusammenrief (frühlat. endoplorare=implorare), hatte die Gewähr, dass sie ihm als Zeugen Beweiserleichterung verschaffen konnten. Allgemein hatte nachbarschaftliche Unterstützung in solchen Zusammenhängen einen hohen Stellenwert. Auch hier galt, dass der Täter zunächst dem Gerichtsmagistraten vorzuführen war. Bei Offenkundigkeit der Tat – ohne weiteres Gerichtsverfahren – wurde der Dieb dem Bestohlenen zugesprochen, welcher ihn dann wahlweise aus Rache töten, trans tiberim in die Sklaverei oder in die Schuldknechtschaft schicken oder für Lösegeld wieder abgeben konnte. Physische Rache war hingegen nicht legitim, wenn der Dieb nicht unmittelbar bei Tatausführung dingfest gemacht werden konnte. Der Offenkundigkeit der Tat stand es mit allen Konsequenzen gleich, wenn das in Rom beliebte Mittel der Beweissicherung, eine Hausdurchsuchung beim Täter (quaestio lance et licio), erfolgreich verlief, weil das Diebesgut aufgefunden werden konnte. Um die Rechtmäßigkeit der Hausdurchsuchung zu indizieren, war es Brauch, dass der Bestohlene in einem rituellen Akt – mit Opferschale und der kultischen Kopfbinde eines Priesters – nackt im Hause des vermeintlichen Diebes erschien.
Im Übrigen ordneten die Tafeln Geldbußen an. Eine Geldbuße wurde regelmäßig in doppelter Höhe des Wertes der gestohlenen Sache ausgesprochen (Tafel XII tab. 8,8). Für die späte Republik ist bezeugt, dass bestimmte Straftaten, die vor den Schwurgerichten verhandelt wurden, zum Entzug des Ämterrechts (ius honorum petendorum) führten. Regelungen enthielten die leges Iuliae.
In Bezug auf Persönlichkeitsverletzungen, vornehmlich Körperverletzungen (iniuriae), benannten die Tafeln vier Tatbestände. So war das Hantieren mit Zaubersprüchen, welche eine Person verhexten, mit Todesstrafe bewährt. Schwerere Körperverletzungen, die zur Invalidität des Opfers führten, wurden grundsätzlich talionsrechtlich geahndet, getreu dem altorientalischen Rechtssatz „Auge für Auge“, „Zahn für Zahn“. Der Verletzte durfte Gleiches mit Gleichem vergelten. Die Talion war jedoch abwendbar. Einigten sich die Parteien darauf, dass die Racheleistung durch Geldzahlung abzulösen sei, war sie abredegemäß abbedungen. Konnte eine Einigung nicht erzielt werden oder verblieb Streit über Grund oder Höhe der Geldbuße, blieb es beim Strafmaß der Talion (Tafel XII tab. 8,2). Für leichte Körperverletzungen waren Geldbußen im Vorhinein gesetzlich bestimmt. Gewalttätig zugefügte Knochenbrüche (os fractum) wurden mit 300 As sanktioniert (Tafel XII tab. 8,3). Für einen Sklaven war die Hälfte der Buße aufzubringen. Gerade bezüglich der Sklaven, welche häufig entliefen, entwickelte sich frühzeitig das Szenario der Kopfgeldjagd. Sogenannte fugitivarii konnten gegen Belohnung entflohene Sklaven wieder einfangen. Wenig schwerwiegende Persönlichkeits- oder Freiheitsverletzungen kosteten den Täter zuletzt 25 As (Tafel XII tab. 8,4).
Aus dem Blickwinkel der Moderne kaum noch nachvollziehbare Vergehen waren die Sakraldelikte. Die frührömische Gesellschaft trug den festen Glauben in sich, dass durch geheimnisvolle Riten verderbliche Kräfte heraufbeschworen werden konnten. Soweit in betrugsverwandten Fällen Verfluchungen als Strafe genügten, war Zaubersprüchen auf den Untergang von Saaten, Halmen und Getreidefrüchten (fruges excantare) oder ungerechtfertigtes Herüberlocken der Kraft der Fruchtbarkeit des nachbarlichen Grundstücks auf das eigene (pellicere) mit der Todesstrafe zu begegnen (Tafel XII tab. 8,1). Gleiches galt für übles Nachreden (malum carmen incantare).

#### Strafverfahren
Verhandelt wurden die Offizialdelikte im Rahmen des so genannten Komitialprozesses vor den altrömischen Volksversammlungen, den Komitien, wobei vornehmlich die Zenturiatskomitien zuständig waren. Die Zenturiatkomitien rührten ursprünglich aus dem Heerwesen her. Strittig ist in der Rechtsforschung, in welchem Ausmaß und durch welche Legitimation die Vertreter der Tributskomitien über ihre angestammte Kompetenz zur Gesetzgebung hinausgehen durften und Einfluss auf die Strafgerichtsbarkeit ausüben durften. Folgt man den Hinweisen der Geschichtsschreiber Titus Livius und Dionysios von Halikarnassos, war auch die Verhängung von Vermögens- und Kapitalstrafen umfasst.
Auf die Strafverfahren nahm ein weiterer Spruchkörper Einfluss. Vor dem Concilium plebis wurden tribunizische Prozesse geführt, „revolutionäre Volksgerichtsverfahren“. Die Frage, ob die Concilien bereits seit König Servius Tullius bestanden, führt ins Dunkel der Legende. Jedenfalls hatten sich Angeklagte bereits in der jungen Republik dafür zu verantworten, wenn sie Tribunen in ihrer Sakrosanktität verletzt oder deren Mitwirkungsrechte (ius agendi cum plebe) missachtet hatten. Angeklagt werden konnten die Repräsentanten aller Magistratsebenen aber auch Private und Legaten. In Betracht kamen Verfahren aus Mult und Perduellio, anfänglich auch Kapitalprozessverfahren. Die paritätisch (patrizisch und plebiszitär) besetzten Zenturiatskomitien standen einer stetig wachsenden Autorität der ausschließlich plebiszitären Kräfte des Concilium plebis gegenüber. Im Concilium konnte die Plebs ihre Souveränität voll entfalten, übertrieb es – ausweislich der Auskunft Ciceros – mit den Kapitalprozessen gegen Obermagistraten aber irgendwann so sehr, dass, um dem Einhalt zu gebieten, die Kompetenz für Kapitaldelikte auf die Zenturiatskomitien übertragen wurde.
Mit der lex Valeria de provocatione wurde auf das Volk das Recht übertragen, in letzter Instanz in den Zenturiatskomitien zu richten. Dem stemmte sich die patrizisch geprägte Aristokratie lange entgegen, im Kampf der Stände eroberte sich die Plebs während der frühen und mittleren Republik aber das entscheidende (Mit-)Bestimmungsrecht. Dass sich das System der Volksgerichtshöfe letztlich nicht behaupten konnte und nacheinander von Polizeijustiz und in der Spätantike von kaiserlich designierten beamteten Richtern abgelöst wurde, glaubt Köstlin auch daran festmachen zu können, dass die Vergabe der römischen Bürgerrechte zu inflationär betrieben wurde. Nachdem auch ausländische Bundesgenossen und Untertanen in das Bürgerrechtssystem einbezogen worden waren, soll das Verständnis für eine unmittelbare Repräsentation des Staates durch ein homogenes Bürgerwesen Schaden genommen haben.
Es wird vermutet, dass Anklageführer magistratisch legitimiert sein mussten, denn Todesstrafen konnten lediglich kraft Amtsausführungsbefugnis, hoheitlicher Macht, ausgesprochen werden. Mit dem Provokationsrecht (ius provocationis) konnte ein Verurteilter „Berufung“ einlegen. Schwere Amtsvergehen (improbe factum) wurden komitialprozessual verfolgt.
Schwerwiegenden Verfehlungen, etwa Mord, zogen förmliche Gerichtsverfahren nach sich (legis actio sacramento in personam). Auch weniger schwerwiegende Delikte wurden grundsätzlich mittlerweile staatlicher Aufsicht unterworfen. Die Aufsicht beschränkte sich aber auf die Einhaltung der für die private Strafverfolgung zu beachtenden Regeln. Dazu gehörte die ordnungsgemäße Auslieferung des Täters an den im Prozess obsiegenden Kläger.

#### Statthafte Klagearten
Voraussetzung für eine deliktische Haftung waren die Rechtswidrigkeit der Tat und das Verschulden des Täters. Dieses Prinzip wirkt in den modernen Kodifikationen fort. Der Täter hatte subjektiv für Vorsatz oder Absicht (dolus) einzustehen. In selteneren Fällen genügte Fahrlässigkeit (culpa) für eine Haftung. Gerechtfertigt war eine Tat, wenn ein Rechtfertigungsgrund vorlag, etwa Notwehr. Die Statthaftigkeit der Klagen ergab sich aus den Zuschnitten der einzelnen Legisaktionen, die bezüglich ihres Klageziels nicht ausgelegt wurden, also passen mussten. Viele Elemente strafrechtlicher Dogmatik, die im deutschen Recht heute dem Allgemeinen Teil zugeordnet werden, gab es noch nicht, so beispielsweise die Versuchsstrafbarkeit oder die Tatbeteiligung durch Beihilfe. Stattdessen gab es die kumulative Haftung, Ausfluss des Gedankens der aequitas.
Einzelne Strafklagen (Auswahl):

Mit der actio iniuriarum wurden vorsätzliche Körper- und Ehrverletzungen (Real- und Verbaliniurien) verfolgt, mit dem Ziel, Schadensersatz zu erlangen und Buße zu veranlassen. Begrenzt war das Strafmaß auf Zufügung des gleichen Unrechts (Talion).
Über die actio noxalis haftete der Gewalthaber im Rahmen der patria potestas eigenverschuldensunabhängig für den Gewaltunterworfenen. Als Anspruchsgegner war er vor die Wahl gestellt, den Schaden als eigenen auszugleichen, oder aber den Täter auszuliefern (noxae deditio). Das Prinzip der strafrechtlichen Durchgriffshaftung (Haftung für den Gewaltunterworfenen) kam aus allen adjektizischen Klagearten in Betracht.
Die actio furti concepti konnte unmittelbar nach einer Hausdurchsuchung (quaestio lance et licio „Suche mit Schüssel und Schnur“) beim Dieb eingeleitet werden, sofern die gestohlene Sache bei ihm aufgefunden werden konnte (furtum manifestum). Dazu wurde der Dieb vor den Magistraten gebracht, ausgepeitscht und anschließend in die Verfügungsgewalt des privaten Strafverfolgers überstellt. Falls nachweisbar war, dass das Diebesgut nur untergeschoben worden war, konnte der Verdächtige sich im Wege der actio furti oblati verteidigen und gegebenenfalls Regress für Vermögensschäden nehmen. Die Geldbuße ging auf das Dreifache des Deliktswerts. Es konnte sogar das Vierfache verlangt werden, wenn eine Haussuchung verweigert wurde und erst die actio furti prohibiti Abhilfe schuf.
Wiedergutmachung für einen Raub wurde mittels der actio vi bonorum raptorum verfolgt. Ausgangs der Republik beruhte die Klage auf einer Strafverschärfung des altzivilen Unrechtstatbestandes. Strafverschärfung für die vorsätzliche Sachbeschädigung durch bewaffnete Banden wurde zudem eingeführt.

#### Einflüsse derlex Aquilia
Auf das Recht der frühen römischen Republik nahm das Zwölftafelgesetz Einfluss. Zugrunde lagen den Strafen die „Prinzipien von Rache und Geldbuße“. Der sühnende, peinigende Charakter erstreckte sich auf die Geldbuße. Das änderte sich in den folgenden Zentennien, denn erlittenes Unrecht wurde vom Kompensationsgedanken aufgesogen, Kompensation verstanden als Schadensausgleich. Uneingedenk der manifesten Leitsätze zur Rache, vollzog sich mit der Regelung von Geldleistungen ein Paradigmenwechsel. Dieser fand Anerkennung. Ausgleich und Buße konnten dann zusammentreffen, wenn der Täter die Tat leugnete. Nicht der einfache, sondern der mehrfache Ersatzbetrag war dann zu leisten. In der weiteren Entwicklung wurde nur noch der angerichtete Schaden ausgeglichen. Bei Gesamtschuld hatte jeder den vollen Schaden zu tragen.
Etwa zweihundert Jahre nach Einführung der XII Tafeln begann eine Kriminaljustiz, wie sie dem modernen Verständnis standhält. Rom war zur Großstadt gewachsen, beherbergte hunderttausende von Einwohnern und beklagte das wachsende Proletariat. In Rom lebten zahlreiche Sklaven. Das vorwiegend zivilrechtliche Instrumentarium genügte nicht, um der Kriminalitätsbekämpfung Herr zu werden. Erstmals wurde das Strafrecht aus dem zivilrechtlichen Kontext ausgegliedert. Ohne auf den akademischen Streit eingehen zu müssen, wann im Laufe des 3. Jahrhunderts v. Chr. die lex Aquilia – unter Ablösung der spezifischen Regeln der XII Tafeln – eingeführt wurde, sind seither neue Straftatbestände zur Sachbeschädigung auffällig, geregelt im ersten und dritten Kapitel des wortgetreu erhalten gebliebenen Werks. Die Regelungen zur Sachbeschädigung wurden als unzureichend empfunden, wohingegen Feldfrevel als überbetont hervorgehoben schien. Zuletzt unzutreffend als Körperverletzung behandelt, sollte die Verletzung eines Sklaven als Sachbeschädigung gelten. Viele Gesetzeslücken mussten durch magistratische Edikte geschlossen werden.
Mit der lex Aquilia wurde das damnum iniuria datum eingeführt. Erstmals wurden damit Beschädigungs- und Zerstörungshandlungen an fremden Sachen als einheitliches Delikt erfasst. Darin ging dann die Reihe der den Kulturstand der Zeit prägenden Spezialtatbestände auf. Exemplarisch genannt: Brandstiftung an Haus und Fruchtvorräten, Schadenszauber an fremder Saat, Abweidenlassen fremden Bodens. Ebenfalls unterfielen dem Gesetz Verletzungshandlungen an oder gar Erschlagen von vierfüßigen Herdentieren und fremden Sklaven, wobei letztere zusammen mit der Körperverletzung an Freien geregelt waren. Die Berechnung der Buße aus dem damnum erfolgte nach dem Prinzip id quod interest, mithin nicht nach dem Sach-, sondern nach dem Marktwert für den Geschädigten. Wurde ein testamentarisch bedachter Sklave getötet, belief sich die Schadensberechnung auf den Sachwert des Sklaven zuzüglich des Werts der angedachten Erbschaft. Geklagt wurde mit der actio legis Aquiliae. Gestand der Täter, wurde über die Höhe des Schadens im Wege der actio legis Aquiliae confessoria befunden.

### Späte Republik

#### Der Wandel des Strafprinzips
Auslegung und Anwendung des Strafrechts waren zu Frühzeiten der Republik ein Monopol der pontifices, des Priesterkollegiums. Ab dem 2. Jahrhundert v. Chr. war das archaische Grundmuster der „physischen Rache“ für Kapitalverbrechen dem Prinzip der Pönalklage gewichen. Ziel der Pönalklagen (actiones poenales) war häufig noch nicht die Erlangung von Schadensersatz, sondern Bußleistung (poena). Bußleistungen konnten straf- oder sachverfolgenden Charakter haben. In Form einer gemischten Klage (actio mixta) konnten beide Klagezwecke vereint werden. Die Pönalklage war passiv unvererblich, denn der Täter selbst, nicht sein Erbe sollte bestraft werden. Zum Wandel des Strafprinzips hatte geführt, dass zu viele rechtliche Exzesse aufgetreten waren, die dem gesellschaftlichen Bedürfnis der Wahrung des Rechtsfriedens zuwiderliefen. Das Bevölkerungswachstum und die Herausbildung einer urbanen Unterschicht brachten Rom an die Grenzen der althergebrachten Methoden zur Strafverfolgung.
Immer mehr stellte sich heraus, dass Strafverfahren nur bei staatlicher Verfolgung ordnungsgemäß verliefen, weshalb eine harte Polizeijustiz eingerichtet wurde. Ihr Mandat beinhaltete die Verbrechensbekämpfung in der städtischen Unterschicht. Unter Androhung von Strafe wurden zur Eintreibung ausstehender Geldbußen erfolgreich die zur Verfügung stehenden Zwangsmittel angewendet. Die Opfer von Straftaten beziehungsweise deren Agnaten konnten Popularanklage erheben, um Strafsanktionen zu veranlassen. Langsam entwickelte sich daraus ein systematisches Straf- und Strafverfahrensrecht. Ursprünglich war das Strafrecht Teil des ius civile gewesen. Das wandelte sich, denn Strafrecht wurde ius publicum. Eine Interpretationshilfe zum Verständnis des Begriffs lieferte zu einem späteren Zeitpunkt Papinian, bei dem sich herauslesen lässt, dass „öffentliches Recht“ nicht als hoheitliches Recht, sondern im Gemeininteresse als „zwingendes Recht“, also unveränderliches Recht zu verstehen war. Zu betonen war die Indisponibilität durch Private. Die Leistungspflicht zu Bußgeldern wurde während der frühen Kaiserzeit im klassischen Recht zum Strafprinzip.
Anderes galt für die öffentlichen – hoheitlich – geführten Strafverfahren. Ein prominentes Beispiel für die Wirksamkeit der öffentlichen Strafjustiz waren die Proskription Ciceros und sein anschließender gewaltsamer Tod auf Geheiß des Marcus Antonius. Schon zuvor hatte Sulla mit Gesetzen zur Verfolgung und Massentötung seiner politischen Gegner für Aufsehen gesorgt, besonders berüchtigt waren seine Vollzugsgesetze. Zu diesen gehörte im Rahmen der Einrichtung des dauerhaften Instituts der quaestio perpetua de maiestate die Strafbewehrung für Statthalter römischer Provinzen, wenn ihnen in bestimmten Fällen Amtsmissbrauch als Hochverrat angelastet wurde. Plutarch berichtet von einer verschärften Anwendung im Prozess gegen Aulus Gabinius. Die lex Cornelia de repetundis, auch lex Cornelia repetundarum genannt, war ein Gesetz, das römischen Beamten untersagte, andere zu erpressen. Die lex Cornelia de sicariis et veneficis regelte Tötungsdelikte, insbesondere Fälle des Giftmords, Fälle der Brandstiftung und Fälle der kriminellen Bandenbildung. Die lex Cornelia testamentaria nummaria, die auch als lex Cornelia de falsis bekannt wurde, war ein Gesetz, das die Fälschung von Münzen und Testamenten unter Strafe stellte. Mit der lex Cornelia de ambitu stellte Sulla Wahlbestechung und Ämterkauf unter Strafe, und die lex Cornelia de peculatu sanktionierte die Unterschlagung öffentlicher Gelder. Ein Zeichen dafür, dass sich auch einst rein privatrechtlich verfolgte Delikte offizialisiert hatten, war der Erlass der lex Cornelia de iniuriis, ein Gesetz zur Ahndung von Beleidigungen, Hausfriedensbruch und vorsätzlichen Körperverletzungsdelikten.
Mit der gesetzlichen Neuordnung schuf Sulla eine Vielzahl ständiger Quästionengerichte, die je einzeln für Hochverrat (quaestio maiestatis), Hinterziehung von Staatseigentum (quaestio peculatus), Wahlbestechung (quaestio ambitus), Mord, Giftmord und Gefährdung der öffentlichen Sicherheit (quaestio sicariis et veneficis), Fälschung von Testamenten und Münzen (quaestio de falsis) und für schwere Rechtsverletzungen und Beleidigungen (quaestio de iniuriis) zuständig waren. Als gemeinschädlich wurden schon vor Sulla Verhaltensweisen angesehen, die darauf ausgerichtet waren, vermeintliche „Leistungsschuldner“ durch übermäßig abgepresste Steuern zu übervorteilen. Hier setzte öffentliche Strafverfolgung ein, sobald der Geschädigte selbst die Klage anschob. Nicht aber die Ahndung des Verbrechens war Verfahrensgegenstand, sondern ausschließlich die Rückerstattung des unrechtmäßig Erlangten, was das Verfahren in die Nähe eines privatrechtlichen Prozesses rückte. Diese auf Rückforderung angelegte quaestio ging als öffentlich geführter Repetundenprozess in die republikanische Geschichte ein.

#### Iudicia publica: Die Entstehung der öffentlichen Gerichtshöfe
Das formelle Justizwesen unterlag einschlägigen Veränderungen. Der praetor urbanus übte die Polizeijustiz im Rahmen der ihm zugewiesenen Gewalt aus. Bestimmte Bereiche, die hoheitliche Funktion erforderten, konnte er auch delegieren. So war die Bestrafung von Kriminellen der Unterschicht oder auch von Sklaven den tresviri capitales überantwortet. Sie waren Magistrate von niederem Rang und im Stadtbild zahlreich vertreten, weil sie die allgemeinen polizeilichen Aufgaben der Sicherheit und Ordnung verrichteten. Überdies waren die Funktionäre für die Verwaltung der Staatsgefängnisse zuständig. Sie waren auch ermächtigt zu foltern und hinzurichten. Bevor sich die ersten Schwurgerichte herausbilden konnten, oblag die Befugnis zur Entscheidung über streitige Strafverfahren noch dem Beirat der Triumvirn, dem sogenannten consilium. Schuldig erklärende Strafurteile (condemnationes) unterlagen einem operativen Wandel hinsichtlich der Kompetenzverteilungen im Spruchkörper. Im Rahmen der prätorischen Vorgaben entschieden die Laienrichter von Fall zu Fall über Schuld und Unschuld des Täters. Der Prätor durfte vom Gesetz abweichen und statt die Todesstrafe zu fordern, das Entweichen des Täters ins Exil zulassen (aquae et ignis interdictio).
Zu Zeiten der älteren Republik wurden politische Strafprozesse von Volkstribunen, Ädilen und Quästoren geführt und vor die Volksversammlungen gebracht. Danach war die Polizeijustiz zuständig und ab der Kaiserzeit wurde eine zusätzliche Zuständigkeit eingeführt. Amtspflichtverletzungen von Laufbahnbeamten wurden vom Senat beurteilt und sanktioniert, da ihm die höchste Eignung zugesprochen wurde. Ohnehin zuständig für die Gesetzgebung und immer wieder auch für das staatsrechtliche Gerichtswesen (senatus consulta), war er nun auch für die Strafrechtsprechung im consilium des Prätors zuständig, sodass vereinzelte kriminalrechtliche Senatuskonsulte hinzukamen, beispielsweise zur Brandstiftung. In Italien und in den Provinzen wurde der Senat als selbständiges Gericht durchaus sehr bedeutsam, ließ sich allerdings dort auch vertreten. Es wurden außerordentliche Gerichtshöfe (quaestiones extraordinariae) gebildet. Die consilia dieser aus Senatoren besetzten Quaestionengerichte verstetigten sich recht bald zu den so genannten quaestiones perpetuae.
Die lex Sempronia iudicaria des C. Gracchus eröffnete schließlich dem Ritterstand den Zutritt zu den Richterbänken. Das Gesetz war auch Ausgangspunkt für die Entwicklung eines Systems von Schwurgerichtshöfen. Sulla baute mit dem Gesetz das Gerichtshofswesen aus und schuf neue Zuständigkeiten für Gremien, die sich partikular mit Straftatbeständen zu befassen hatten, darunter den Gerichtshof für Hochverrat und Ungehorsam (quaestio maiestatis), den Gerichtshof für Erpressung in den Provinzen (quaestio repetundarum) oder den Gerichtshof für Mord, Giftmord und Gefährdung der öffentlichen Sicherheit (quaestio de sicariis et veneficis). Mit der lex Cornelia iudicaria beschränkte Sulla die Richterfunktion auf senatorische Richter. Um aber die ständigen Quästionen zu vermehren, hob er die Anzahl der Mitglieder des Senats an, sodass die Richterlisten erweitert werden konnten. Den Abschluss der Entwicklung der iudicia publica bildete letztlich die augusteische Kriminalgesetzgebung. Prätoren oder Ädilen standen den quaestiones als iudex vor.
Eingehendes Zeugnis über den Ablauf von Gerichtsverfahren vor den Gerichtshöfen legte Cicero ab. Prozesse wurden damals nicht von Amts wegen verfolgt, bedurften vielmehr noch der privaten Anzeige, damit das Verfahren in Gang gebracht werden konnte. Eine Institution wie die heutige Staatsanwaltschaft gab es nicht. Da der Anzeigeerstatter sich in seiner rechtlichen Eigenschaft zum Ankläger wandelte, wurde er – ausgestattet mit allen Pflichten und Befugnissen – Prozesspartei. In einem derartigen System wurden durchaus Fehlanreize geschaffen, wenn berücksichtigt wird, dass ein siegreicher Ankläger Staatsprämien erhielt und vom Vermögen des Verurteilten Anteile erhielt. Gleichfalls erfolgreiche Verleumdungsklagen im Anschluss konnten die Flut von Popularklagen schließlich eindämmen. Ein Ankläger verantwortete den Prozess somit selbst, konnte sich aber eines vom Gericht bestellten Anwalts bedienen. Er benannte die Beweismittel oder ließ sie benennen. Der Beklagte konnte sich zur Wehr setzen, indem er mit einer Vielzahl von Anwälten auftrat. Im Beweisverfahren konnten Zeugen, Urkunden und Geständnisse zugelassen waren. Zeugen konnten zur Aussage gezwungen werden, Sklaven und Freigelassene durften dazu gar gefoltert werden. Scharfe Kreuzverhöre waren keine Seltenheit. Die Geschworenen verfolgten den Prozess aufmerksam, griffen ins Verfahren aber nicht ein. Der Gerichtsmagistrat übte ordentlichen Dienst als Sitzungspolizei aus. Das Consilium urteilte schlussendlich mittels Stimmtäfelchen. Verhängt wurden grundsätzlich Todesurteile und Geldbußen, Freiheitsstrafen waren noch nicht bekannt. Insbesondere war der Strafprozess öffentlich geworden, denn jedermann konnte anklagen (quivis ex populo), ein Prinzip, das Athen schon länger kannte.

## Kaiserzeit

### Crimina extraordinaria: Die außerordentliche Strafjustiz der Kaiserzeit

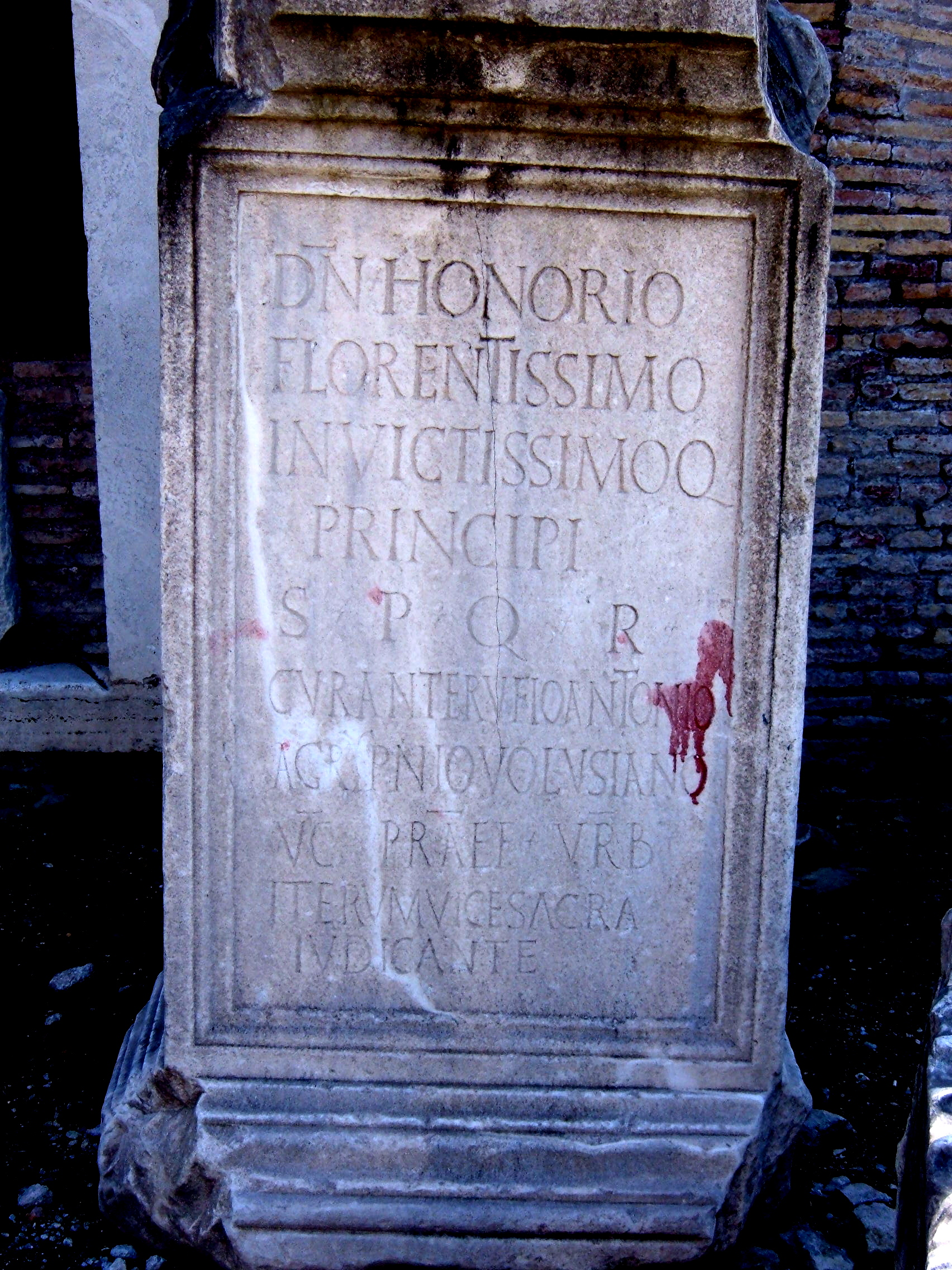
CIL VI 1194: Eine dem weströmischen Kaiser Honorius zu einer weiteren Amtsausübung als praefectus urbi gewidmete Inschrift. (etwa 418 n. Chr.)

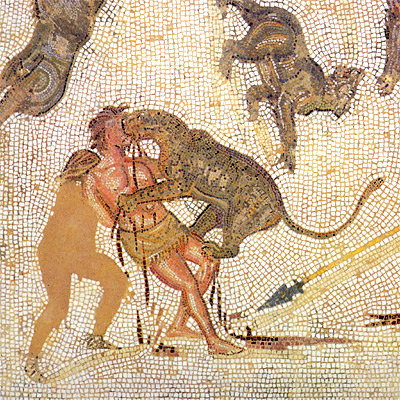
Damnatio ad bestias: Mosaik aus dem 3. Jahrhundert n. Chr. (Museum von El Djem (Tunesien)). Subtext: „Kriminelle, aufgrund ihrer Verbrechen selbst zu Tieren geworden, werden in der Arena wilden Tieren ausgesetzt.“

Seit Beginn des 19. Jahrhunderts wurde in der Rechtsforschung immer wieder betont, dass der grundlegendste gesellschaftliche Wandel im römischen Reich darin bestand, dass sich die Koordinaten von einem republikanisch-identitären Verständnis des Bürgers zum Staat zu einem hoheitlich-subordinativen Staat zu Zeiten des Kaiserreiches verschoben hätten. Die Preisgabe der durch das Volk repräsentierten antiken Staatsidee an einen absolutistisch monarchisch geprägten Apparat habe unweigerlich in das Strafrecht und dessen Sanktionssystem einfärben müssen.
In materiell-rechtlicher Hinsicht unterlag das Strafrecht während der Kaiserzeit selbst keinem grundlegenden Wandel. Es wurden lediglich ein paar neue Tatbestände geschaffen, im Bereich der Vermögensdelikt etwa der Betrug (stellionatus), auch diverse Sittlichkeitsdelikte (stuprum, adulterium, incestus). Zuletzt diskutierten Romanisten lebhaft darüber, welche Rechtsquellen von den kaiserzeitlichen Juristen wohl anerkannt worden seien. Im Rahmen des Meinungsstreits heben namhafte Vertreter, so Fritz Schulz oder Max Kaser, hervor, dass das Gewohnheitsrecht, dem die Kernmerkmale der guten Sitten (mores) und deren traditionelle Beständigkeit (consuetudo) eigen sind, sehr gegenwärtig gewesen sei und stets fortgegolten habe, seinen Geltungsgrund nie verlor. Werner Flume stand dem eher kritisch ablehnend gegenüber. Seiner Auffassung nach hätten eher der übergeordnete Nutzen für die Gemeinschaft (utilitas causa) den Ausschlag gegeben. Orientierung sei aus den Rechtsregeln selbst (regula iuris) gezogen worden. Regula wird als abstrahierte Erkenntnis aus den Schlussfolgerungen verstanden, die sich generell ableiten ließen aus den einzelnen Lösungen von Fällen. Außerhalb des Zivilrechts habe man sich zur Begründung von angeordnetem Recht ohnehin auf ius naturale und aequitas berufen, mithin auf gerechtigkeitsstiftende Grundbegriffe.
Der erste Kaiser Augustus ordnete die republikanischen Strafgerichtshöfe noch neu, gleichwohl bestanden bereits Bestrebungen, die ordentliche Strafjustiz durch eine außerordentliche abzulösen (iudicia extraordinaria). Das ist so zu verstehen, dass der durch den Formularprozess verstetigte Gang des Verfahrens mit Richterbestellung (insoweit: (ordo)), ohne Richterbestellung vonstattengehen sollte, weil der Magistrat selbst entscheiden wollte oder durch einen von ihm beauftragten abhängigen Richter. Involviert in diesen Prozess waren der Kaiser, dessen hochrangige Beamte und der Senat. Augustus schuf die lex Iulia iudiciorum publicorum et privatorum, ein Gesetz, mit dem die Besetzung der schwerfälligen Quästionengerichte neu ausgerichtet wurde, denn von nun an gab es regelmäßig siebzehn Urteilsrichter. Die tresviri capitales wurden ihrer Aufgaben entbunden; Befugnisse der Polizeigerichtsbarkeit wurden dem Polizeipräsidenten (praefectus urbi) und für spezielle Fälle dem Stadtkommandanten (praefectus vigilum) aufgegeben. Der Stadtpräfekt war auch Vorsitzender eines Kriminalgerichts, das die bedeutenden Prozesse übernahm. Der Stadtkommandeur hatte eine große Anzahl von Feuerwehrleuten unter sich und führte deshalb die Prozesse gegen Brandstifter, Einbrecher, Diebe und Räuber.
Da auch in den italischen Landgebieten viele Militärposten aufgestellt waren, wurden diese unter das Regiment der Prätorianergarde gestellt. Deren Oberbefehl übten die Prätorianerpräfekten aus. Unter den Stadtpräfekten waren berühmte Juristen, so etwa Pegasus unter Domitian und Salvius Iulianus unter Mark Aurel. Q. C. Scaevola beispielsweise war Stadtkommandant. Fachlich waren die gut ausgebildeten Präfekten den Prätoren regelmäßig überlegen. Der bereits unter Augustus beginnende Verdrängungsprozess der Geschworenengerichte fand seinen Abschluss spätestens in der severischen Zeit im 2. Jahrhundert, wobei sogar vermutet wird, dass Präfekten bis dahin nur deshalb nicht die Gerichtsbarkeit übernommen hatten, weil die Aufgabengebiete ihren ursprünglichen Tätigkeitsbereichen besonders fern lagen.
Unter Augustus’ Nachfolger Tiberius erhielt der Senat eine Sondergerichtsbarkeit, wobei dessen Kompetenzen sich regelmäßig in der Aburteilung der Angelegenheiten des eigenen Standes erschöpften. In den Provinzen übernahm der Kaiser die Funktion des Gerichtsmagistraten dann häufig selbst. Während seiner Aufenthalte in der Fremde übte er die statthalterliche Amtsgewalt, die ansonsten an und über Legaten übertragen war, im Rahmen seines imperium proconsulare selbst aus. Laut Cassius Dio soll dieses Privileg dem Kaiser auch innerhalb der Tore Roms zugestanden haben, was in der modernen Forschung allerdings stark bezweifelt wird. Da der Kaiser andererseits tribunizische Gewalt innehatte, oblag ihm zumindest das Recht zur Kontrolle der Rechtsprechung. Zunächst sei die kaiserliche Rechtsprechung zurückhaltend ausgeübt worden. Unter Claudius, Hadrian und Mark Aurel habe sie sich intensiviert, unter Septimius Severus sei sie allgegenwärtig gewesen. Nunmehr habe jeder mit seinem Rechtsstreit vor das kaiserliche Tribunal ziehen können. Urteilswidersprüche wurden in Apellationsverfahren verhandelt. Die dort gefällten Urteile waren die „decreta“. Diese Kompetenz ließ der Kaiser im Laufe der Zeit kraft Delegation von Beamten ausüben.
Auch der Prozessrahmen wandelte sich. Die bislang vom Gerichtsmagistraten vorbereiteten und nach dessen Maßgabe vom Tatsachenrichter oder der Richterbank verhandelten – insoweit doppelfunktionalen – Formularprozesse, Nachfolger des archaischen Legisaktionenverfahren, wurden aus prozessökonomischen Gründen nun selbst abgelöst. Die Verfahren wurden im Kognitionsstil vereinheitlicht und vor einem verbeamteten Richter geführt. Das Richteramt wurde zur Tätigkeit einer Staatsbehörde. Die Richter wurden nun vom Kaiser auf Dauer bestimmt, der Parteibestimmungsbetrieb nebst Öffentlichkeit entfiel. Unterstützung erhielten sie für einzelne Verfahrensabschnitte durch den Unterbeamten (iudex pedaneus). Dessen Aufgaben lagen im Vollzug des Ladungswesens. Neu am Kognitionsverfahren war auch, dass das Klagebegehren im Rahmen des geltenden materiellen Rechts frei vorgetragen werden konnte und der Beklagte sich durch einen ebenso freien Vortrag verteidigen konnte. Der Richter prüfte den Parteienvortrag in freier Beweiswürdigung und urteilte nach der sich ihm auftuenden Beweislage. Zunächst kam der Kognitionsprozess nur bei Streitigkeiten zur Anwendung, für die es kein überliefertes republikanisches Formularprozessrecht gab, weshalb er als namensgebendes außerordentliches Recht galt (cognitio extra ordinem). Der Prozesstyp des Formularverfahrens wurde bis zum 3. Jahrhundert n. Chr. nahezu vollständig aufgegeben.
Die Strafen wurden härter. Prügelstrafen und Zwangsarbeit kamen auf und standen neben den Geld- und Todesstrafen beziehungsweise Verbannung (bei Kapitalstrafen). Trotz der Unzulässigkeit von Gefängnisstrafen, kamen diese wohl häufiger vor, was die Kritik spätklassischer Juristen nach sich zog. Während der Zeit der Republik waren Strafen noch streng an Recht und Gesetz gebunden, während der Kaiserzeit wurden sie zunehmend flexibilisiert. Die von Beamtenrichtern ausgesprochenen Urteile lauteten auf Zwangsarbeit, zu verrichten in Bergwerken (damnatio ad metallum) oder in Gladiatorenschulen (damnatio ad ludum). Voraussetzung war eine robuste Gesundheit. Die höchste Schwere im Katalog der Strafmaße bildete die Verurteilung zur Tierhetze (damnatio ad bestias). Damit wurden spezial- wie generalpräventive Funktionen der Strafe offenbar, denn auch das Volk konnte ein Auge darauf werfen. Gerade deshalb und zur Sicherung des Machtanspruchs machten die Kaiser häufig auch „medienwirksamen“ Gebrauch von Begnadigungen. Grundsätzlich wurde der Täter zum Strafsklaven (servus poenae), er verlor mindestens seine Freiheit, regelmäßig aber sein Leben. Die deutlichen Strafverschärfungen und die Übernahme der Strafrechtspflege durch die kaiserliche Bürokratie holte die Juristen auf den Plan. Sie verfassten zahlreiche Schriften zum Strafrecht, begründeten gar eine kritische wissenschaftliche Disziplin. Ulpian berichtet von einem Bescheid Kaiser Trajans, der zwar zaghaft, aber einen der bedeutendsten Grundsätze des heutigen Strafrechts anstieß: in dubio pro reo.
Unter den Kaisern Mark Aurel und Lucius Verus wurde zwischen Personen unterschieden, die höheren Ranges waren, also als honestiores der Oberschicht angehörten, und Personen niederen Ranges, den humiliores, die die Unterschicht bildeten. Letztere – weit in der Mehrzahl – waren freie Bürger, aber sie waren mit schwächeren Rechten ausgestattet. Leugneten sie Straftaten, konnten sie gefoltert werden, ein Beweiserzwingungsverfahren, das vor den Mitgliedern des senatorischen Adels oder den kaiserlichen Beamten des Ritterstandes Halt machte.

### Der Prozess gegen Jesus von Nazaret
Zwei antike Todesurteile haben das europäische Strafrechtsbewusstsein nachhaltig beeinflusst. Das ist zum einen die durch Platon als Prozessteilnehmer gut dokumentierte Verhandlung gegen Sokrates, die nach griechischem Recht entschieden wurde und zum anderen der Prozess, der gegen Jesus von Nazaret geführt wurde. Hierzu bestehen nahezu keine Gewissheiten, denn es gibt keine Quellen unmittelbar Beteiligter. Die Rechtsforschung ist sich aber einig, dass es sich um einen Prozess nach römischem Recht handelte. Die älteste verfügbare Quelle findet sich im Markusevangelium, sie entstand etwa vierzig Jahre nach dem Tod Jesu, um 70 n. Chr. Auch die Evangelien von Matthäus, Lukas und Johannes berichten dazu.
Jesus wurde beim Passahfest in Jerusalem verhaftet, weil die Geistlichkeit seinetwegen einen beunruhigend hohen Zulauf feststellte und an diesen Tagen ohnehin stets Unruhen zu befürchten waren. Man brachte ihn zum obersten jüdischen Gerichtshof, dem Synhedrion. Tags darauf wurde er dem Statthalter Pontius Pilatus vorgeführt. Diese Informationen sind vage, denn weder ist klar, wer Jesus bei Pilatus vorgeführt, noch wer ihn angeklagt hatte. Unklar ist weiterhin, welches Verbrechen ihm zur Last gelegt wurde und wer sein Todesurteil aussprach. Da das bereits unklar ist, bleibt ebenfalls im Dunklen, ob die Verfahrensbeteiligung des Statthalters notwendig war.
Theodor Mommsen ging davon aus, dass die Juden zwar eine eigenverantwortliche Kapitalgerichtsbarkeit hatten, diese im Falle des Ausspruchs von Urteilen aber unter dem Vorbehalt einer Bestätigung durch den römischen Statthalter gestanden hätten. Gesichert ist andererseits die Kenntnis, dass die Provinzen zum Zeitpunkt der späten Republik noch Ortsgerichte unterhielten, die autonom arbeiteten. Das galt wohl nicht für unruhige Provinzen, wie Judäa eine war. Waren Prozesse mit Todesstrafe zu erwarten, war der Statthalter auf den Plan gerufen. In der Konsequenz bedeutete das, dass römische und nicht hebräische Rechtsprechung über Jesus zur Anwendung kam. Nach Markus hätten die Juden Gotteslästerung angeklagt, was nach hebräischem Recht aber nicht den Kreuzigungstod, sondern den Tod durch Steinigung nach sich gezogen hätte.
Das legt nahe, dass der Urteilsspruch nach römischem Recht erfolgte. Der Historiker Tacitus bestätigt in seinem Hauptwerk fünfzig Jahre nach Markus den Ausspruch des Todesurteils durch Statthalter Pilatus. Das Verfahren vor dem Statthalter kann eine coercitio gewesen sein, oder aber eine cognitio. Eine coercitio legitimiert polizeiliche Gewalt, was bedeutet, dass römische Beamte dazu ermächtigt waren, die öffentliche Sicherheit zu bekümmern. Der Sanktionskatalog kann den „Tod“ des Störers vorsehen, was bei römischen Bürgern aber nur zulässig ist, wenn die Zenturiatskomitien zugestimmt haben. Anders die cognitio. Sie ist ein Strafprozess, setzt mithin ein verübtes Verbrechen voraus. Unter diesem Gesichtspunkt käme bei Jesus dann Majestätsbeleidigung (crimen laesae maiestatis) in Betracht, weil er auf die Frage des Statthalters, ob er „der König der Juden sei?“ mit „Du sagst es“ geantwortet hatte. Da im antiken Strafrecht ein wichtiger zivilrechtlicher Grundsatz griff, wonach ein Geständiger wie ein Verurteilter zu behandeln war, darf bei der Verhandlung Jesu von einer cognitio ausgegangen werden, denn mit der einem verübten Verbrechen gleichgestellten Majestätsbeleidigung konnte das Todesurteil auf dem Fuß folgen.

### Spätantike
Ausweislich des nachklassischen Codex Theodosianus ließ Kaiser Konstantin Tierhetzen verbieten. Er stand bereits nachhaltig unter dem Einfluss des Christentums. Im Rahmen Konstantins’ revolutionärer Wende wurden auch Kreuzigungen abgeschafft. Kreuzigungen waren verbreitet gewesen als Sanktion gegen straffällige Sklaven und Räuber. Auf der anderen Seite schrieb Konstantin die zwischenzeitlich außer Mode gekommene Strafe des Säckens wieder verpflichtend vor. Seine Freiheit hingegen behielt, wer einer Verurteilung ad opus publicum entgegensah. Die Verurteilung umfasste Tätigkeiten im allgemeinen öffentlichen Interesse, etwa im Straßenbau. Die immer wieder eingeräumte Fluchtmöglichkeit ins Exil kam außer Gebrauch, stattdessen trat die Sanktion einer abgestuften Form der Verbannung, die relegatio und in schwereren Fälle die deportatio (Besonderheit dieser Verurteilung war die Vorläufigkeit (interlocutio); Ulpian Digesten 49, 4, 1 pr.) auf eine Insel ins Blickfeld der römischen Öffentlichkeit.
Die Strafrechtsgeschichte des römischen Reichs besteht durchgehend aus der Anordnung von Einzelgesetzen, ein methodisches System war insoweit bis zur Spätantike nie entwickelt worden. Einen systematischen Ansatz findet man erst bei Kaiser Justinian, der strafrechtliche Regelungen zusammenfassen ließ und in drei der Bücher des Corpus iuris civilis einbrachte. So finden sich in den Büchern 47/48 der Digesten Abschnitte zum privaten (De privatis delictis) und zum öffentlichen Strafrecht (De publicis iudiciis), bezeichnet als duo terribiles libri. Hergebrachte Kaiserkonstitutionen mit Strafrechtsbezug ließ Justinian im Codex unterbringen, Anordnungen die er hingegen selbst traf, in den Novellae. Zu den Novellae gibt es unterschiedliche Handschriftenbezeichnungen (beispielsweise Authenticum, Epitome Iuliani).

### Weiterentwicklungen
Das spätantike Strafrecht ist vielgestaltig, allerdings diffus, weil durch die Migration vornehmlich germanischer Gruppen und Verbände im Rahmen der Völkerwanderung kulturelle Straftraditionen miteinander verschmolzen, die in der germanistischen Forschung des 19. und frühen 20. Jahrhunderts oft noch verzeichnet wurden. In den Provinzen lässt sich die Materie besonders schwer fassen. Straftatbestände und an ihnen orientiertes Prozessrecht, unterlagen sehr unterschiedlichen Zu- und Abneigungen. Die germanische Kultur belegte heimliches, hinterlistiges oder auch heimtückisches Verhalten mit besonderer Abneigung. Qualitativ galten sie als besonders verwerflich. Das politische Strafrecht und etliche Elemente des Strafverfahrens weisen aus dem Mittelalter in die Traditionen der Antike, sei es durch die Instrumentalisierung von Strafnormen, sei es durch Beibehaltung der Formen von Strafen. Anderseits antizipierte das Strafrecht zunehmend christliche Werte und Deutungsschemata, die sich in den Rechtskonzeptionen niederschlugen.
Einige der mit Geldbuße belegten Straftatbestände bildeten den Ausgangspunkt für die Entwicklung des „Privatstrafrechts“, das die spätrepublikanische Periode und die Kaiserzeit prägte. Insbesondere die Straftatbestände der Tafel VIII wurden „entkriminalisiert“ und mutierten zu schuldrechtlichen Titeln zivilrechtlicher Natur. Auf dieser Grundlage entwickelten sich die aus dem Bürgerlichen Gesetzbuch und anderen Privatrechtskodifikationen bekannten Rechtsinstitute der unerlaubten Handlungen.
Generell lässt sich festhalten, dass die moderne Systematik des Strafrechts – uneingedenk vieler noch heute bekannter Straftatbestände – sich nicht dafür eignet, historische Forschungen anzustellen. Bis in die frühe Neuzeit des 16. Jahrhunderts war weder ein Ordnungssystem geschaffen worden, das Rechtsgüter klassifiziert hätte, menschliches „Leben“ dabei etwa als höchstes und deshalb indisponibles Rechtsgut zu identifizieren und zu schützen, noch unterlag der Strafrechtsbegriff einem – heute nicht abtrennbar denkbaren – Legalitätsprinzip.
Es wird davon ausgegangen, dass die Quaestionenprozesse des Prinzipats die römische Strafverteidigung entstehen ließen. Die Verteidigung wird von Anwälten (advocati) übernommen, die sich für die Prozessführung bereits bezahlen ließen.